# 로마법 대전

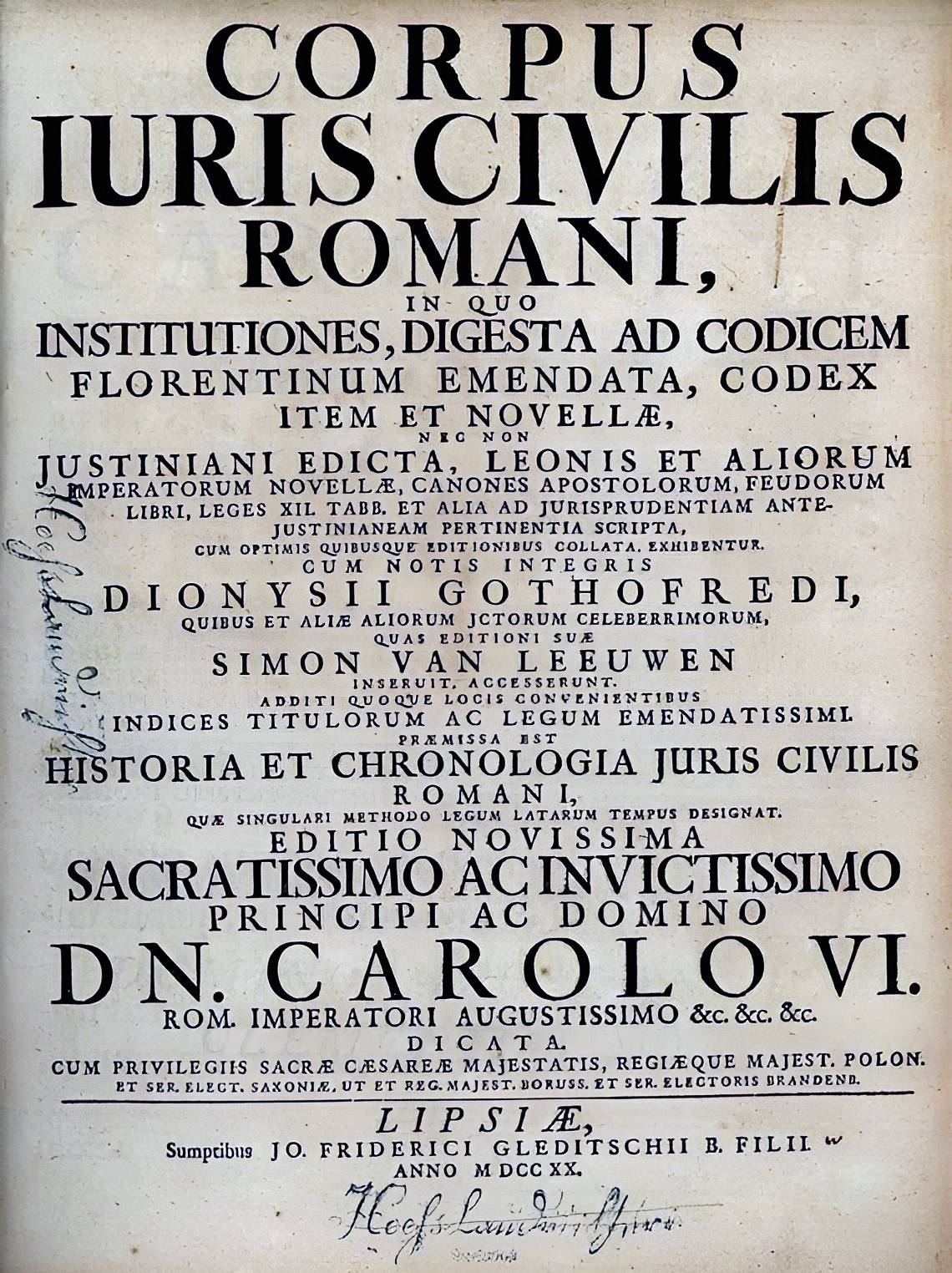

로마법대전은 동로마제국의 유스티니아누스 1세(유스티니아누스 대제)가 로마법을 편찬한 법전의 이름이다. 정식명칭은 시민법대전(Corpus Juris Civilis)이다. 이 이름은 유스티니아누스가 직접 명명한 것은 아니다. 학설휘찬, 법학제요, 칙법휘찬 신칙법 등을 일체로 묶어 편찬한 후세의 프랑스 로마법학자 디오뉘시오스 고토프레두스 Dionysios Gothofredus (1549-1622)에 의하여 처음으로 총괄적으로 그렇게 불리게 되었다.

## 배경
유스티니아누스는 527년 제위에 오르자 그 당시 혼란스럽던 법상태를 정리하고자, 그리하여 고전기의 로마법의 명성의 부활을 목적으로, 그리고 게르만인들의 법전 편찬 노력에 자극받아, 대 입법 사업을 전개하게 되었다.

## 경과와 구성

### 구칙법휘찬
유스티니아누스제는 우선 트리보니아누스 Tribonianus(500-547)를 위시로 하는 10인의 위원회에 그레고리우스 칙법집, 헤르모게니아누스 칙법집, 테오도시우스의 칙법집 3법전과 그 후의 칙법을 정리하여 모순되거나 중복되는 규정을 없애고 불필요하거나 사용하지 않게 된 규정을 제거하여 529년부터 시행하였다. 이 칙법전은 후에 개정되었으므로 일반적으로 구칙법휘찬 Codex Vetus이라 부른다. 그 내용의 대부분은 개정칙법휘찬에 수용된 것으로 추정되나 그 외에는 직접적으로 전해지지는 않고 다만 그 일부가 단편으로 내려오고 있다.

### 50인의 결정
그는 또한 중요한 주제에 대한 학설의 다툼을 해결하여 학설법을 통일하기 위해 발표한 칙법을 531년에 집성하였다. 그 내용은 50개의 칙법을 편찬한 것이기 때문에 '50인의 결정(quinquaginta decisiones)'이라고 부른다. 그 내용이 직접 전해지지는 않고 '개정칙법휘찬'에 수록되어 전해지고 있다.

### 학설휘찬
그 후에 유스티니아누스는 트리보니아누스 등으로 하여금 고전기 법률가들의 저서에서 발췌하는 방식으로 533년 말부터 시행하였는데, 이것을 '학설휘찬(Digesta)' 또는 '會典(Pandectae)'이라 부른다. 전체 50권으로 되어 있으며 로마법대전 중의 가장 중요한 핵심을 이룬다.

### 법학제요
이와 동시에 역시 트리보니아누스 등의 협력으로 초학자의 교과서용으로 '법학제요(Institutiones)'를 편찬하여 '학설휘찬'과 동시에 시행하였다. 이 법학제요는 가이우스Gaius의 '법학제요'와 가이우스의 이름으로 전해지기는 하나 고전기 후기의 초반에 집필된 것으로 보이는 '日用法書(res cottidianae)'를 주된 자료로 한 것이다.

### 개정칙법휘찬
위와 같이 '구칙법휘찬'을 편찬한 이래 '50의 결정', '학설휘찬', '법학제요'를 편찬함으로써 유스티니아누스는 트리보니아누스로 하여금 칙법전의 개정 작업을 위임하여 534년 말부터 '개정칙법휘찬(Codex repetitae praelectionis)'으로 시행하였다. 이에는 하드리아누스제에서부터 시작하여 534년까지의 칙법이 수록되었다.

### 신칙법
유스티니아누스 그 자신도 565년 그가 사망할 때까지의 158개의 칙법을 발포하였다. 이를 그의 사후에 私人이 편찬하여 '신칙법(Novellae)'라는 이름을 붙였다.

## 평가와 영향
유스티니아누스는 법생활에 있어서 로마의 고전시대의 법문헌의 유산을 보존하고 유용한 것으로 만들려는 고전주의를 택하였다. 그의 방대한 입법사업 중 특히 '학설휘찬'은 거의 대부분이 고전기의 학설을 자료로 하여 편찬된 것이며, 따라서 고전시대의 학자의 저술로서 직접 전하여 내려오고 있는 사료는 극히 희소하지만 그의 입법사업으로 고전기 로마법의 많은 부분을 살릴 수가 있었다. 로마법대전은 후세 근세에 일어났던 유럽의 각국의 법전 편찬에 - 특히 민법전 편찬에 - 커다란 영향을 미치기도 하였다.

## 수정
'학설휘찬'은 단순한 이론의 집적이 아니라 실무에서 사용하기 위한 명실상부한 입법사업이었다. 그런데 고전기와 유스티니아누스제의 시기의 차이 때문에 수 세기 동안 변화한 로마의사회상에 법을 적응시키기 위하여 고전기의 학설을 '학설휘찬'에 수록할 때 많은 수정을 가하지 않을 수 없었다.
유스티니아누스는 '학설휘찬'뿐만 아니라 '칙법휘찬'의 편찬을 명할 때에 법문의 중복과 저촉을 피하고, 당시의 실정에 적합하지 않은 칙법 또는 법학자의 학설에 대하여 필요한 삽입, 삭제, 변경을 가하는 권한을 법전편찬 위원들에게 부여하였다. 그리하여 그 위원들이 가한 법문 중의 수정과 변경을 트리보니아누스의 이름을 따서 '트리보니아누스의 수정(emblemata Triboniani)'이라고 하며 근대로부터는 '修正'(interpolatio)라고 부른다.

## 같이 보기
- 프리드리히 1세 (신성 로마 황제)
- 함무라비 법전
- 헨리 드 브랙턴
- 12표법